# Бозакор
Бозакор — древнее поселение (селище), в 5-6 км к западу от средневекового города Сауран. В 1973 году исследовался Южно-Казахстанской комплексной археологической экспедицией (рук. С. Жолдасбаев). Сохранились следы колодцев. Найдены остатки керамики, хозяйственной посуды. Способ изготовления и отделки глиняной посуды позволяет обозначить хронологию поселения Бозакор примерно 8—10 веками.